# Reboot (série de televisão)
Reboot é uma série de comédia americana criada por Steven Levitan. Estreou em 20 de setembro de 2022, no Hulu.

## Premissa
Reboot é sobre o elenco disfuncional de um seriado de sucesso do início dos anos 2000, Step Right Up, que deve enfrentar seus problemas não resolvidos e navegar em um ambiente de mídia e entretenimento muito diferente quando um jovem escritor lança com sucesso uma reinicialização de seu programa.

## Elenco

### Principal
- Keegan-Michael Key como Reed Sterling, o ator treinado na Yale que interpretou "Lawrence", o padrasto em Step Right Up, antes de deixar o show para seguir uma carreira fracassada no teatro e no cinema.
- Johnny Knoxville como Clay Barber, o ator e comediante de stand-up atrevido que interpretou "Jake", o ex-marido em Step Right Up e agora está lidando com uma vida inteira de alcoolismo, abuso de drogas e repetidas prisões por crimes menores.
- Rachel Bloom como Hannah Korman, uma promissora roteirista de filmes indie que consegue um acordo com o Hulu para reviver Step Right Up, mas é forçada a assumir o papel de co-showrunner com o criador da sitcom, Gordon, que também passa a ser seu pai distante.
- Calum Worthy como Zack Jackson, o ex-ator infantil que interpretou "Cody", o filho em Step Right Up, antes de seguir uma breve carreira como protagonista de uma série de filmes adolescentes de baixo orçamento.
- Krista Marie Yu como Elaine Kim, a inexperiente executiva do estúdio encarregada de supervisionar o renascimento de Step Right Up.
- Judy Greer como Bree Marie Jensen, a atriz que interpretou "Josie", a mãe em Step Right Up, depois se aposentou da atuação quando se casou com o duque de um pequeno país nórdico antes de perder todo o seu dinheiro no divórcio.
- Paul Reiser como Gordon Gelman, o escritor envelhecido que originalmente criou Step Right Up e mantém os direitos do show, permitindo que ele coopte Hannah como showrunner principal.

### Recorrente
- Eliza Coupe como Nora, namorada de Reed e dramaturga de sucesso
- Alyah Chanelle Scott como Timberly Fox, uma ex-concorrente de reality show que interpreta "Whitney", a filha adulta do personagem de Reed, Lawrence.[3]
- Lawrence Pressman como Jerry, o ex-diretor de episódios do original Step Right Up que retorna para dirigir episódios no reboot
- Fred Melamed, Rose Abdoo e George Wyner como Alan, Selma e Bob, escritores de comédia mais velhos e experientes trazidos por Gordon
- Kimia Behpoornia, Korama Danquah e Dan Leahy como Azmina, Janae e Benny, escritores de comédia jovens e socialmente conscientes trazidos por Hannah

### Convidados
- Kerri Kenney como Susan, mãe de Zack
- Robert Clendenin como Dougie, um ator em dificuldades e velho amigo de Clay
- Esther Povitsky como Marcy, ex-namorada de Zack
- Stephanie Allynne como Mallory, representante de RH do Hulu
- Peter Gallagher como Tyler

## Episódios
| N.º | Título                      | Dirigido por         | Escrito por                                                               | Lançamento             | Cód. de produção |
| --- | --------------------------- | -------------------- | ------------------------------------------------------------------------- | ---------------------- | ---------------- |
| 1   | "Step Right Up"             | Steven Levitan       | História por : Steven Levitan Roteiro por : Steven Levitan and John Enbom | 20 de setembro de 2022 | 1QSE79           |
| 2   | "New Girl"                  | Carrie Brownstein    | David Feeney                                                              | 20 de setembro de 2022 | 1QSE02           |
| 3   | "Growing Pains"             | Jaffar Mahmoud       | John Quaintance                                                           | 20 de setembro de 2022 | 1QSE03           |
| 4   | "Girlfriends"               | Chris Koch           | Josh Levine                                                               | 27 de setembro de 2022 | 1QSE04           |
| 5   | "What We Do in the Shadows" | Jaffar Mahmoud       | Caroline Fox & Josh Levine                                                | 4 de outubro de 2022   | 1QSE05           |
| 6   | "Bewitched"                 | Beth McCarthy-Miller | Andrew Gurland                                                            | 11 de outubro de 2022  | 1QSE06           |
| 7   | "Baskets"                   | Viet Nguyen          | Dave King                                                                 | 18 de outubro de 2022  | 1QSE07           |
| 8   | "Who's the Boss?"           | Chris Koch           | Steven Levitan                                                            | 25 de outubro de 2022  | 1QSE08           |

## Produção
Em 5 de agosto de 2021, a série recebeu um pedido piloto do Hulu, e em 11 de janeiro de 2022, recebeu um pedido de série.

### Seleção de elenco
Juntamente com o anúncio da série, foi confirmado que Keegan-Michael Key e Johnny Knoxville estrelariam a série. Em 22 de setembro de 2021, foi anunciado que Leslie Bibb se juntaria à série como Bree, ao lado de Rachel Bloom como Hannah, Michael McKean como Gordon, Krista Marie Yu como Elaine e Calum Worthy como Zack. Em 11 de janeiro de 2022, foi anunciado que Judy Greer havia substituído Bibb como Bree Marie Jensen. Em fevereiro de 2022, foi relatado que Paul Reiser faria o papel de Gordon na série, substituindo McKean.

## Recepção

### Audiência
De acordo com o agregador de streaming Reelgood, Reboot foi o 9º programa mais transmitido em todas as plataformas, durante a semana de 22 de setembro de 2022 a 28 de setembro de 2022. De acordo com o agregador de streaming JustWatch, Reboot foi a 4ª série de televisão mais transmitida em todas as plataformas nos Estados Unidos, durante a semana de 25 de setembro de 2022. De acordo com a Whip Media, Reboot foi a 7ª série original mais transmitida nos Estados Unidos, durante a semana de 9 de outubro de 2022, a 6ª durante a semana de 16 de outubro de 2022, a 7ª durante a semana de 23 de outubro de 2022, e 5ª durante a semana de 30 de outubro de 2022.

### Resposta crítica
O site agregador de críticas Rotten Tomatoes relatou um índice de aprovação de 85% com uma classificação média de 6.9/10, com base em 33 críticas. O consenso dos críticos do site diz: "Reboot dificilmente reinventa a sátira de Hollywood com suas piadas meta que poderiam ter usado mais mordidas, mas suas qualidades mais convencionais - ou seja, um elenco delicioso - contribuem para um relógio bastante alegre." O Metacritic, que usa uma média ponderada, atribuída uma pontuação de 70 em 100 com base em 22 críticos, indicando "críticas geralmente favoráveis".